# Китеж

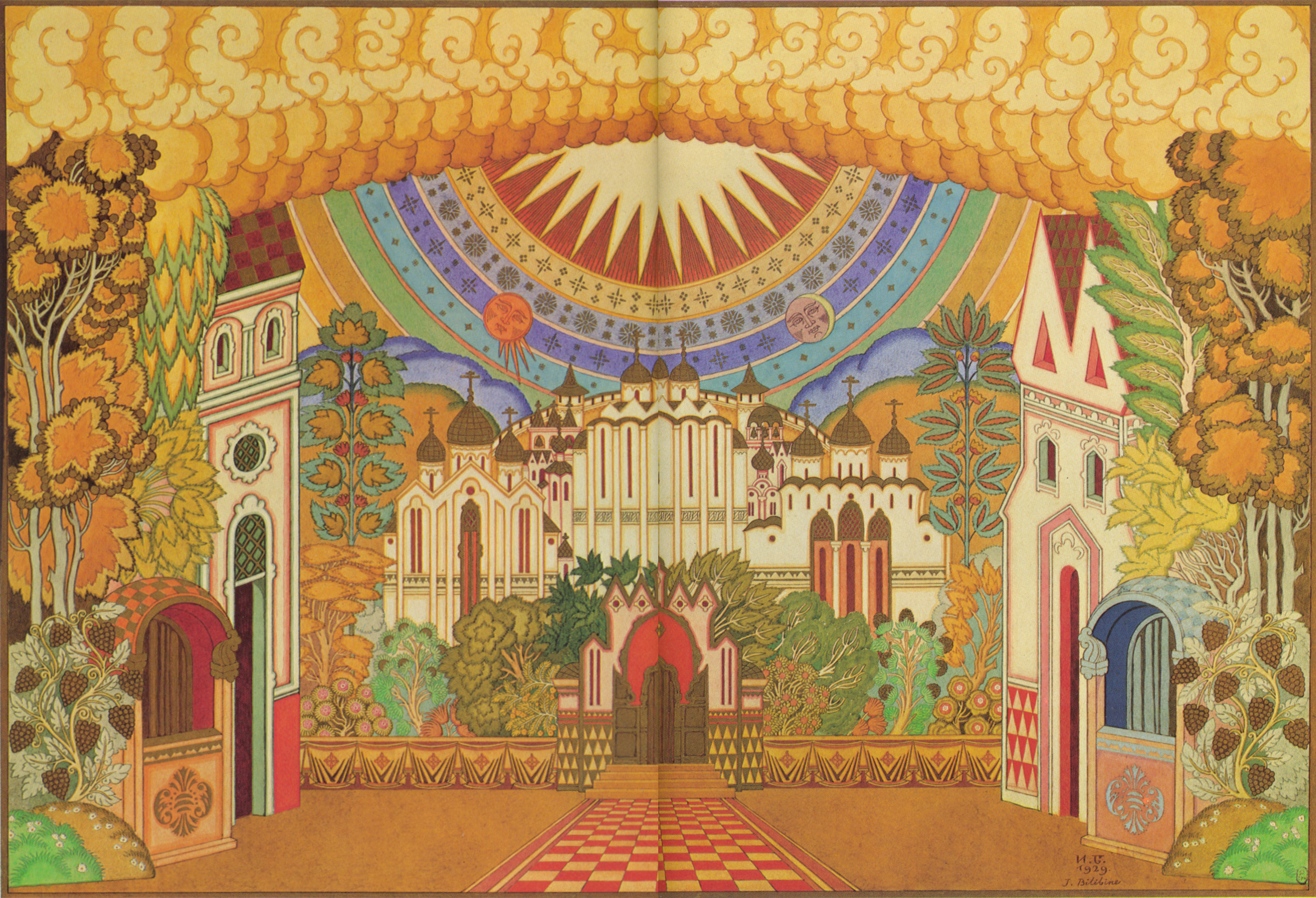
Иван Билибин, эскиз декорации к опере «Сказание о невидимом граде Китеже и деве Февронии», 1929

Ки́теж (другой вариант написания в оригинале: Китежь; также Ки́теж-град, град Ки́теж, град сокровенный Китеж Большой Китеж, Кидиш) — мифический русский город, согласно преданию (китежская легенда), погрузившийся в озеро Светлояр (ныне в Нижегородской области) и таким образом спасшийся от разорения монголо-татарами. Легенда о Китеже сохранилась в литературной обработке старообрядцев, в произведении «Книга глаголемая летописец», которая в окончательном виде сложилась во второй половине XVIII века (согласно БРЭ — в 1780—1790-е годы) в среде одного из толков старообрядцев-беспоповцев — бегунов.
Название города, предположительно, происходит от села Кидекша, расположенного вблизи Суздаля. Китежская легенда соединила предания о стихийных бедствиях, иноземных нашествиях и христианские мотивы. Легенда близка к фольклорным сюжетам о провалищах. Приводимые в сказании исторические даты не соответствуют действительности.

## Книга глаголемая летописец
Произведение «Книга глаголемая летописец» состоит из двух частей, которые являются обособленными и самостоятельными и восходят к XVII веку. При составлении старообрядцами Сказания о граде Китеже конца XVII века, предположительно, было использовано костромское Житие Юрия (Георгия) Всеволодовича, который является главным героем произведения, пострадавшим «от царя Батыя за веру Христову и за святые церкви».
Первая часть повествует о князе Юрии (Георгии) Всеволодовиче («Святой благоверный и великий князь Георгий Всеволодович»), его убиении Батыем и разорении Китежа. В первой части отражены предания, которые восходят ко временам Батыева нашествия.
В основу сказания легли действительные события. Великий князь владимирский и суздальский Юрий Всеволодович сражался с войском Батыя и погиб в неравном бою на реке Сити. Связь Малого Китежа (Городца) с именем Юрия Всеволодовича имеет историческую основу: с 1216 по 1219 год, до занятия им Владимирского стола, князь отъезжал в Городец на удел. В 1237 году армия Батыя подступила ко Владимиру, и Юрий Всеволодович ушёл в Ярославскую землю, в пределах которой были расположены оба города — Большой и Малый Китежи. В пределах Ярославской земли произошла проигранная русскими битва.
Произведение придаёт Юрию Всеволодовичу вымышленную родословную: утверждается, что он происходит от святого князя Владимира и является сыном святому Всеволоду Мстиславичу Новгородскому. Эта вымышленная генеалогия усиливает мотив святости, представляющий собой ведущий мотив легенды.
Вторая часть произведения носит название «Повестъ и взыскание о граде сокровенном Китеже». Этот текст не имеет исторического фона и принадлежит к типу легендарно-апокрифических памятников, которые трактуют о земном рае. Образ «сокровенного» града Китежа находится между «земным раем» древнейших русских апокрифов и Беловодьем, понимаемым как легендарный счастливый край, легенды о котором были популярны среди русских крестьян в XVIII века.
Оригинальная интерпретация китежской легенды В. Л. Комаровичем («Китежская легенда: опыт изучения местных легенд», 1936) не получила поддержки в науке. Комарович стремился найти историческую основу «Китежского летописца». Автор выдвинул ряд гипотез, центральной из которых было предположение, что ядро этого памятника составил отрывок за 1164 года из несохранившейся городецкой (ростовской по происхождению) летописи.

## В искусстве

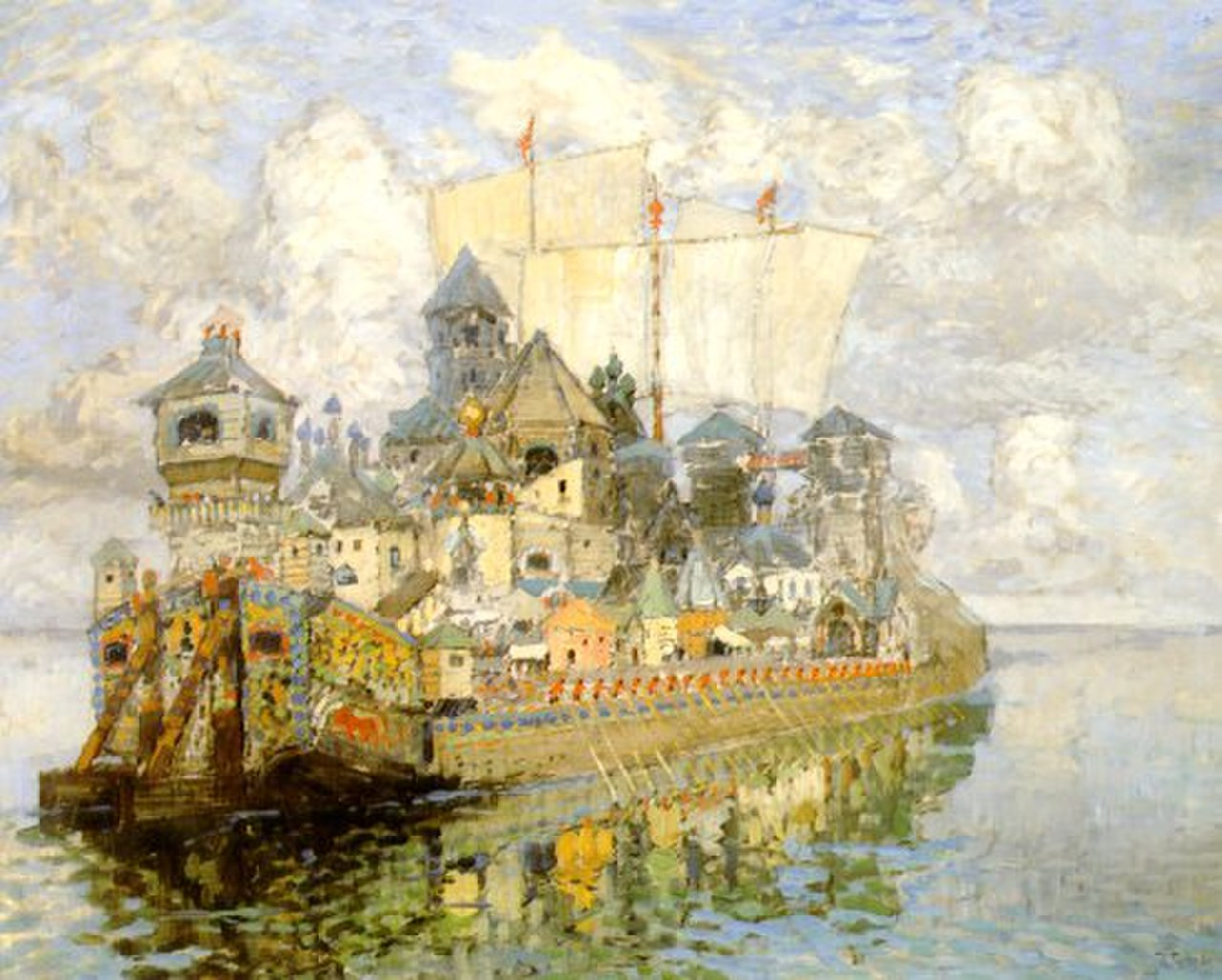
Константин Горбатов, Невидимый град Китеж, 1913

В печати легенда впервые была изложена С. П. Мелединым в 1843 году в журнале «Москвитянин» (№ 12).
В своём творчестве к легенде обращались поэты (Аполлон Майков, Николай Клюев, Максимилиан Волошин, Сергей Городецкий), прозаики (Павел Мельников-Печерский — В лесах, 1874, Максим Горький, Дмитрий Мережковский, Михаил Пришвин, Константин Федин), художники (Виктор Васнецов, Николай Рерих, Константин Коровин, Михаил Нестеров, Илья Глазунов, Николай Ромадин); композиторы Сергей Василенко, Николай Римский-Корсаков, который в опере «Сказание о невидимом граде Китеже и деве Февронии» (1904) соединил китежскую легенду с мотивами «Повести о Петре и Февронии» Ермолая-Еразма.
Музыка
Классическая
- С. Н. Василенко создал оперу «Сказание о граде Великом Китеже и тихом озере Светлояре» (1902).
- На основе материалов легенды о Китеже и древнерусской «Повести о Петре и Февронии» создано либретто к опере Н. А. Римского-Корсакова «Сказание о невидимом граде Китеже и деве Февронии» (1907).

Современная
- Александр Вертинский — «Китеж», авторская песня
- Георгий Георгиевский — «Китеж», бардовская песня
- Александр Непомнящий — «Китеж», бардовская песня
- Псой Короленко — «Град Китеж»
- Silenzium — «Китеж-град»
- Евгений Лукин — «Баллада о невидимом райцентре»: пародийное изложение сюжета легенды о Китеже в реалиях конца XX века.
- Аквариум (Борис Гребенщиков) — «Никита Рязанский»[7] («Русский альбом»)

Изобразительное искусство
- М. В. Нестеров создал картину «Град Китеж (В лесах)» в 1917—1922.
- К. И. Горбатов создал несколько картин по мотивам легенды о граде Китеже: «Невидимый град Китеж» (1913), «Потонувший город (Китеж?)» (1933).

Художественная литература
- Действие повести Аркадия и Бориса Стругацких «Сказка о тройке» (варианте, изданном в журнале «Смена») происходит в городе Китежград, а в повести «Понедельник начинается в субботу» упоминается «Китежградский завод маготехники».
- Поэт Сергей Городецкий обращается к образу Китежа в стихотворениях 1907 г. «Озеро» и «Под озером», которые объединены им в одно целое названием «Алый Китеж».
- Поэт Виктор Соснора включил стихотворение «Сказание о Граде Китеже» в книгу 1969 г. «Всадники».
- Олег Юрьев в романе 2007 г. «Винета» увязывает легенду о Китеже с историей западнославянского города Винета.
- Писатель Борис Акунин написал повесть «Дорога в Китеж».
- Писатель Михаил Зуев-Ордынец создал аллегорию на мифический град Китеж в своём фантастическом романе «Сказание о граде Ново-Китеже» (1930, испр. 1967).

Кинематограф
- В 1971 году Юрий Норштейн и Иван Иванов-Вано сняли мультфильм «Сеча при Керженце» по мотивам оперы Римского-Корсакова.
- В фильме «Чародеи» (1982) действие проходит в Китежграде.
- В творческом объединении «Экран» снят фильм «Сказ о великом и невидимом граде Китеже» (1992), режиссёр Виктор Кукушкин.
- Современным искателям Китежа посвящена часть документального фильма Вернера Херцога «Колокола из глубины» (1993).

Компьютерные игры
- Часть событий игры Rise of the Tomb Raider происходит в городе Китеж (разработчики переместили Китеж в северо-восточную Сибирь).
- В игре The Sims 2 один из городков носит название Китежград в русской локализации.
- В игре TimeZero одной из игровых локаций был город Китеж.